# Radnovce
Radnovce (Hongaars: Nemesradnót) is een Slowaakse gemeente in de regio Banská Bystrica, en maakt deel uit van het district Rimavská Sobota.
Radnovce telt 761 inwoners.

## Bevolking
De meerderheid van de bevolking behoort tot de Hongaarse minderheid in Slowakije. In 2021 had de gemeente 990 inwoners, waarvan 943 het Hongaars als moedertaal spraken (oftewel: 95,25% van de totale bevolking). Er werden slechts 16 sprekers van het Slowaaks geregistreerd, oftewel 1,62% van de totale bevolking. Radnovce is hiermee de gemeente met het laagste aandeel Slowaakstaligen in Slowakije.

## Trivia
De grootvader van de Hongaarse dichter Miklós Radnóti werd geboren in het dorp. Toen de dichter een nieuwe Hongaarse familienaam zocht besloot hij zich Radnóti te noemen, wat "Van Radnót" betekent.
Abovce · Babinec · Barca · Bátka · Belín · Blhovce · Bottovo · Budikovany · Cakov · Čerenčany · Čierny Potok · Číž · Dolné Zahorany · Dražice · Drienčany · Drňa · Dubno · Dubovec · Dulovo · Figa · Gemerček · Gemerské Dechtáre · Gemerské Michalovce · Gemerský Jablonec · Gortva · Hajnáčka · Hodejov · Hodejovec · Horné Zahorany · Hostice · Hostišovce · Hrachovo · Hrušovo · Hubovo · Hnúšťa · Husiná · Chanava · Chrámec · Ivanice · Janice · Jesenské · Jestice · Kaloša · Kesovce · Klenovec · Kociha · Konrádovce · Kráľ · Kraskovo · Krokava · Kružno · Kyjatice · Lehota nad Rimavicou · Lenartovce · Lenka · Lipovec · Lukovištia · Martinová · Neporadza · Nižný Skálnik · Nová Bašta · Orávka · Ožďany · Padarovce · Pavlovce · Petrovce · Poproč · Potok · Radnovce · Rakytník · Ratkovská Lehota · Ratkovská Suchá · Riečka · Rimavská Baňa · Rimavská Seč · Rimavská Sobota · Rimavské Brezovo · Rimavské Janovce · Rimavské Zalužany · Rovné · Rumince · Slizké · Stará Bašta · Stránska · Studená · Sútor · Šimonovce · Širkovce · Španie Pole · Štrkovec · Tachty · Teplý Vrch · Tisovec · Tomášovce · Uzovská Panica · Valice · Včelince · Večelkov · Veľké Teriakovce · Veľký Blh · Vieska nad Blhom · Vlkyňa · Vyšné Valice · Vyšný Skálnik · Zacharovce · Zádor · Žíp